# Déposition de la Croix (Assise)
Pour les articles homonymes, voir Déposition de la Croix.
La Déposition de la Croix (en italien, Deposizione dalla croce)  est une fresque attribuée au peintre  Giotto di Bondone (ou Pietro Cavallini ?), datée des environs de 1291-1295 et située dans la partie supérieure de la paroi gauche de l'église supérieure de la basilique Saint-François d'Assise

## Description
La scène est située dans la quatrième travée. Elle représente au premier plan le corps du Christ allongé avec le groupe des trois Marie qui le pleurent prostrées avec saint Jean apôtre et Marie-Madeleine qui soutient Jésus.
D'autres figures et un relief montagneux se trouvent en arrière-plan : une femme voilée, deux figures féminines et deux personnages auréolés, sur le haut, quatre anges volent.
La fresque est en mauvais état, avec le décollement d'une partie du crépi qui a provoqué la perte de la tête du Christ et des deux figures de droite.
L'intense expressivité des personnages et des anges, la solidité de la scansion spatiale des figures et de l'environnement plaident en faveur de l'attribution au jeune Giotto.

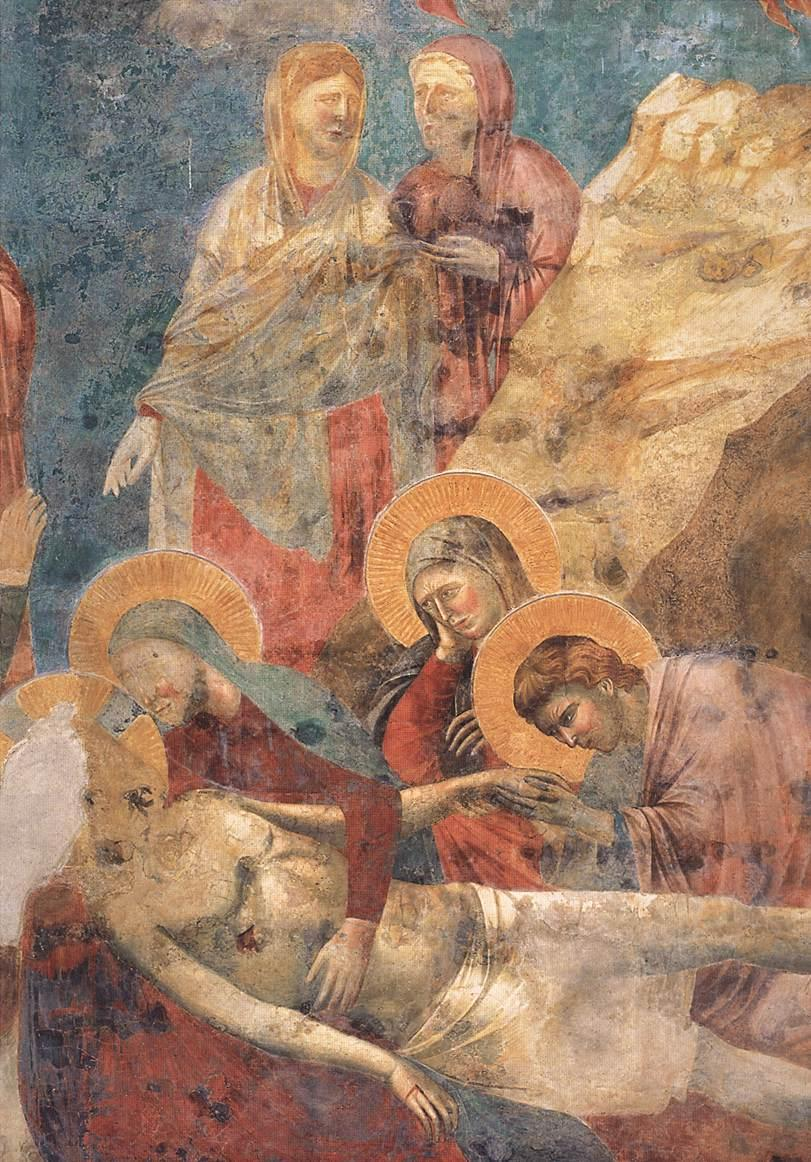
Détail
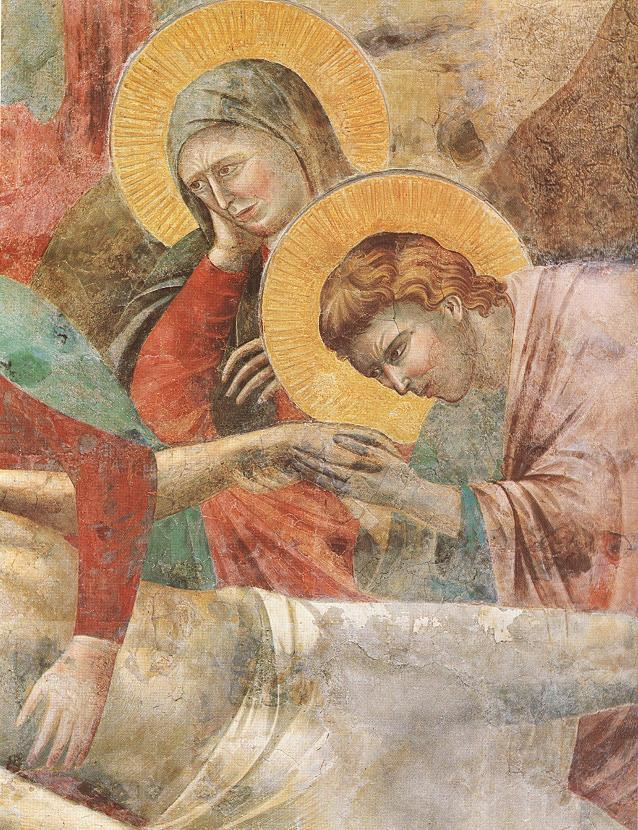
Détail